# ديريك سميث (لاعب هوكي الجليد)
ديريك سميث (بالإنجليزية: Derek Smith)‏ (و. 1984  م) هو لاعب هوكي الجليد، من كندا، ولد في بيلفي، أونتاريو، يلعب كمدافع ‏.

## التعليم
تعلم في جامعة ليك سوبيريور ‏.

## روابط خارجية
- ديريك سميث على موقع دوري الهوكي الوطني (الإنجليزية)
- ديريك سميث على موقع EliteProspects.com (الإنجليزية)
- ديريك سميث على موقع Eurohockey.com (الإنجليزية)
- ديريك سميث على موقع HockeyDB.com (الإنجليزية)
- ديريك سميث على موقع Hockey-Reference.com (الإنجليزية)